# Liste de jeux Famicom Disk System
Liste des jeux Famicom Disk System triés par ordre alphabétique. Tous ces jeux sont sortis au Japon ou en Asie.
Pour les jeux sortis sur Famicom consultez la liste de jeux Famicom.
Légende:
- Titre japonais (date de sortie au Japon, éditeur) - commentaire

J  = sortie uniquement au Japon (non adapté sur NES).

Non licencié = Jeu non licencié par Nintendo (commercialisé sans son aval).

Cartouche = Jeu existe aussi en cartouche.

Disk Writer = Jeu disponible uniquement en téléchargement sur les bornes Disk Writer.
- Haut – A
- B
- C
- D
- E
- F
- G
- H
- I
- J
- K
- L
- M
- N
- O
- P
- Q
- R
- S
- T
- U
- V
- W
- X
- Y
- Z

## 0-9
- 19: Neunzehn (4 mars 1988, Soft Pro International) - J

## A
- Adian no Tsue  (12 décembre 1986, Sunsoft) - J
- Ai Senshi Nicol  (24 avril 1987, Konami) - J
- Akū Senki Raijin (12 juillet 1988, Micro Cabin) - J
- Aki to Tsukasa no Fushigi no Kabe (Super PIG) - Non licencié
- Akumajō Dracula (26 septembre 1986, Konami) - Cartouche (= Castlevania)
- All Night Nippon Super Mario Bros. (1986, Fuji Television)  - J - Jeu distribué lors d'un concours organisé par l'émission de radio japonaise All Night Nippon
- All One (22 février 1991, Tokuma Shoten) - J
- Apple Town Monogatari (3 avril 1987, Square) - J
- Arumana no Kiseki (11 août 1987, Konami) - J
- Aspic (31 mars 1988, Bothtec) - J

## B
- Backgammon (7 septembre 1990, Nintendo) - J
- Bakutōshi Patton-Kun (5 août 1988, Soft Pro International) - J
- Baseball (21 février 1986, Nintendo) - Cartouche
- Big Challenge! Dogfight Spirit (21 octobre 1988, Jaleco) - J
- Big Challenge! Go! Go! Bowling (23 juin 1989, Jaleco) - J
- Big Challenge! Gun Fighter (28 mars 1989, Jaleco) - J
- Big Challenge! Judo Senshuken (10 août 1988, Jaleco) - J
- Bio Miracle Bokutte Upa (22 avril 1988, Konami) - J + Cartouche
- Bishojō Control (Wild) - Non licencié
- Bishojō Mahjong Kurabu - Non licencié
- Bishojō Sexy Derby (1988, Super PIG) - Non licencié
- Bishojō Sexy Slot (Super PIG) - Non licencié
- Bishojō SF Alien Battle (Hacker International) - Non licencié
- Bishojō Shashinkan: Studio Cut (Phoenix) - Non licencié
- Bomberman (24 avril 1990, Hudson Soft) - Cartouche + Disk Writer
- Breeder (15 décembre 1986, Soft Pro International) - J
- Bubble Bobble (30 octobre 1987, Taito) - Cartouche
- Burger Time (23 septembre 1988, Data East) - Cartouche + Disk Writer

## C
- Casino de Pink (Wild) - Non licencié
- Chisoko Tairiku Orudora (27 mars 1987, Sunsoft) - J
- Cleopatra no Mahō (24 juillet 1987, Square) - J
- Clox - Famimaga Disk Vol. 4 (19 avril 1991, Tokuma Shoten) - J
- Clu Clu Land: Welcome to New Clu Clu Land (28 avril 1992, Nintendo) - Cartouche + Disk Writer
- Cocona World (10 avril 1987, Sofel) - J

## D
- Dandy: Zeuon No Fukkatsu (21 octobre 1988, Pony Canyon) - J
- Date de Blackjack (Hacker International) - Non licencié
- Dead Zone (20 novembre 1986, Sunsoft) - J
- Deep Dungeon (19 décembre 1986, Humming Bird Soft) - J
- Dig Dug (20 juillet 1990, Namco) - J + Cartouche + Disk Writer
- Dig Dug II (31 août 1990, Namco) - Cartouche + Disk Writer
- Dirty Pair: Project Eden (28 mars 1987, Bandai) - J
- Donkey Kong (8 avril 1988, Nintendo) - Cartouche + Disk Writer
- Donkey Kong Jr. (19 juillet 1988, Nintendo) - Cartouche + Disk Writer
- Dr. Chaos (19 juin 1987, Pony Canyon) - Cartouche
- Dracula II: Noroi no Fūin (28 août 1987, Konami) - Cartouche (= Castlevania II: Simon's Quest)
- Dreamiko (4 décembre 1987, Konami) - J
- Druid: Kyōfu no Tobira (3 mars 1988, Jaleco) - J

## E
- Eggerland (29 janvier 1987, HAL Laboratory) - J
- Eggerland: Sōzōhe no Tabidachi (20 août 1988, HAL Laboratory) - J + Disk Writer
- Electrician (26 décembre 1986, Kemco) - J
- Esper Dream (20 février 1987, Konami) - J
- Exciting Baseball (8 décembre 1987, Konami) - J
- Exciting Basketball (24 juillet 1987, Konami) - Cartouche (=Double Dribble)
- Exciting Billiard (26 juin 1987, Konami) - J
- Exciting Soccer: Konami Cup (16 février 1988, Konami) - J

## F
- Fairytale (28 avril 1989, Soft Pro International) - J
- Falsion (21 octobre 1987, Konami) - J
- Famicom Golf: Japan Course (21 février 1987, Nintendo) - J
- Famicom Golf: U.S. Course (14 juin 1987, Nintendo) - J
- Famicom Grand Prix: F1 Race (30 octobre 1987, Nintendo) - J
- Famicom Grand Prix II: 3D Hot Rally (14 avril 1988, Nintendo) - J
- Famicom Tantei Club: Kieta Kōkeisha (1re partie) (27 avril 1988, Nintendo) - J
- Famicom Tantei Club: Kieta Kōkeisha (2de partie) (14 juin 1988, Nintendo) - J
- Famicom Tantei Club Part II: Ushiro ni Tatsu Shōjo (1re partie) (23 mai 1989, Nintendo) - J - Ressorti plus tard sur Super Famicom
- Famicom Tantei Club Part II: Ushiro ni Tatsu Shōjo (2de partie) (30 juin 1989, Nintendo) - J - Ressorti plus tard sur Super Famicom
- Family Composer (30 octobre 1987, Tokyo Shoseki) - J
- Family Computer Othello (13 novembre 1986, Kawada) - Cartouche
- Famimaga Disk Volume 1: Hong Kong (23 mars 1990, Tokuma Sho.) - J
- Famimaga Disk Volume 2: Panic Space (19 octobre 1990, Tokuma Sho.) - J + Disk Writer
- Famimaga Disk Volume 3: All 1 (22 février 1991, Tokuma Sho.) - J + Disk Writer
- Famimaga Disk Volume 4: Clocks (19 avril 1991, Tokuma Sho.) - J + Disk Writer
- Famimaga Disk Volume 5: Puyo Puyo (25 octobre 1991, Tokuma Sho.) - J + Disk Writer
- Famimaga Disk Volume 6: Janken Disk Jo (22 décembre 1992, Tokuma Sho.) - J + Disk Writer
- Final Commando: Akai Yōsai (2 mai 1988, Konami) - Cartouche (= Jackal mais avec quelques différences)
- Fire Bam (1er février 1988, HAL Laboratory) - J
- Fire Rock (20 juin 1988, System Sacom) - J
- Fūun Shaolin Kyo (17 avril 1987, Jaleco) - J
- Fūun Shaolin Kyo: Ankoku no Maō (22 avril 1988, Jaleco) - J

## G
- Galaga (22 juin 1990, Namco) - Cartouche + Disk Writer
- Galaxian (20 juillet 1990, Namco) - J + Cartouche + Disk Writer
- Gall Force: Eternal Story (10 décembre 1986, HAL Laboratory) - J
- Ginga Denshō: Galaxy Odyssey (6 novembre 1986, Imagineer) - J
- Gokuraku Yūgi: Game Tengoku (12 décembre 1987, Sofel) - J
- Golf (21 février 1986, Nintendo) - Cartouche
- Golf Japan Course: Nyūshō (1987, Nintendo) - J - Disponible exclusivement comme lot d'un concours
- Goonies, The (8 avril 1988, Konami) - J + Cartouche + Disk Writer
- Green Beret (10 avril 1987, Konami) - Cartouche  (= Rush'n Attack)
- Gun.Smoke (27 janvier 1988, Capcom) - Cartouche
- Gyruss (18 novembre 1988, Konami) - Cartouche

## H
- Halley Wars (14 janvier 1989, Taito) - J
- Hao-Kun no Fushigina Tabi (1er mai 1987, DOG) - J - Le jeu Mystery Quest sorti sur NES est basé sur ce jeu, bien que les niveaux soit complètement différents
- Hikari Genji: Roller Panic (20 mars 1989, Pony Canyon) - J
- Hikari Shinwa: Palutena no Kagami (19 décembre 1986, Nintendo) - Cartouche (= Kid Icarus)
- Hong Kong (23 mars 1990, Tokuma Shoten) - J

## I
- I am a Teacher: Super Mario no Sweater (27 août 1986, Royal Kougyou) - J
- I am a Teacher: Teami no Kiso (26 septembre 1986, Royal Kougyou) - J
- Ice Climber (18 novembre 1988, Nintendo) - Cartouche + Disk Writer : la version cartouche possède quelques différences.
- Ice Hockey (21 janvier 1988, Nintendo) - Cartouche
- Igo: Kyū Roban Taikyoku (14 avril 1986, BPS) - J
- Ishido (7 décembre 1990, Hiro) - J

## J
- Jaaman Tanteidan: Matonarikumi (29 novembre 1988, Bandai) - J
- Janken Disk Shiro (22 décembre 1992, Tokuma Shoten) - J
- Jikai Shōnen Mettomag (3 juillet 1987, Thinking Rabbit) - J

## K
- Kaettekita Mario Bros. (30 novembre 1988, Nintendo) - J + Disk Writer
- Kamen Rider Black: Taiketsu Shadow Moon (15 avril 1988, Bandai) - J
- Karate Champ (22 juillet 1988, Data East)
- Kattobi! Warabe Ko (20 octobre 1989, Pack-In-Video) - J
- Kick and Run (13 septembre 1988, Taito) - J
- Kick Challenger: Air Foot (20 novembre 1987, Vap) - J
- Kidō Keisatsu Patlabor (24 janvier 1989, Bandai) - J
- Kieta Princess (20 décembre 1986, Imagineer) - J
- Kiki Kaikai: Dotō Hen (28 août 1987, Taito) - J - Précède la série Pocky & Rocky
- Kineko (28 novembre 1986, IREM) - J
- Kineko 2 (15 février 1987, IREM) - J + Disk Writer
- Kinnikuman: Kinniku Ookurai Sōdatsusen (1er mai 1987, Bandai) - J
- Knight Lore (19 décembre 1986, Jaleco) - J
- Knight Move (5 juin 1990, Nintendo) - J
- Kobayashi Hitomi no Hold Up (Hacker International) - Non licencié
- Konamic Ice Hockey (22 juillet 1988, Konami) - J
- Konamic Tennis (19 août 1988, Konami) - J
- Koneko Monogatari: The Adventures of Chatran (19 septembre 1986, Pony Canyon) - J

## L
- Legend of Zelda 2, The: Link no Bōken (14 janvier 1987, Nintendo) - Cartouche (= Zelda II: The Adventure of Link)
- Lipstick #1 - Lolita Hen (1988, Mimi) - Non licencié
- Lipstick #2 - Joshi Gakusei Hen (1988, Mimi) - Non licencié
- Lipstick #3 - OL Hen (1988, Mimi) - Non licencié
- Lipstick #4 - Hakui no Tenshi Hen (1988, Mimi) - Non licencié
- Lipstick #5 - Stewardess Hen (1988, Mimi) - Non licencié
- Lutter (24 novembre 1989, Athena) - J + Disk Writer

## M
- Magma Project: Hacker (10 août 1989, Tokuma Shoten) - J
- Mahjong (21 février 1986, Nintendo) - Cartouche
- Mahjong Goku (25 décembre 1986, ASCII) - J
- Mahjong Kazoku (4 août 1987, Irem) - J
- Marchen Veil (3 mars 1987, Sunsoft) - J
- Matō no Hōkai: The Hero of Babel (2 septembre 1988, Pony Canyon) - J
- Meikyū Jiin Dababa (29 mai 1987, Konami) - J
- Metroid (6 août 1986, Nintendo) - Cartouche
- Michael English Daibōken (19 juin 1987, Scorpion Soft) - J
- Moero Twinbee: Cinnamon Hakase wo Sukue! (21 novembre 1986, Konami) - Cartouche  (= Stinger)
- Moero Yakyūken - Jeu non licencié par Nintendo
- The Monitor Puzzle: Kineco - Kinetic Connection (28 novembre 1986, Irem) - J
- The Monitor Puzzle: Kineco Vol. II - Kinetic Connection (1er mai 1987, Irem) - J
- Monty no Doki Doki Daisassō: Monty on the Run (31 juillet 1987, Jaleco) - J
- Moonball Magic (12 juillet 1988, Square) - J + Disk Writer
- Mr. Gold: Kinsan in the Space (19 juillet 1988, Toei) - J

## N
- Nakayama Miho no Tokimeki High School (1er décembre 1987, Nintendo) - J
- Namida no Sōkoban Special (30 juillet 1986, ASCII) - J
- Nankin no Adventure (9 décembre 1988, Sunsoft) - J
- Nazo no Kabe: Block Kuzushi (13 décembre 1986, Konami) - Cartouche (= Crackout)
- Nazo no Murasamejō (14 avril 1986, Nintendo) - J
- Nazoler Land (6 février 1987, Sunsoft) - J
- Nazoler Land Dai 2 Gō (12 juin 1987, Sunsoft) - J
- Nazoler Land Dai 3 Gō (11 mars 1988, Sunsoft) - J
- Nazoler Land Special (18 décembre 1987, Sunsoft) - J

## O
- Omoikkiri Tanteidan Haado Gumi: Matenrō no Chōsenjō (25 mars 1988, Bandai) - J
- Otocky (27 mars 1987, ASCII) - J

## P
- Pac-Man (18 mai 1990, Namco) - Cartouche + Disk Writer
- Pachicom (4 octobre 1988, Toshiba EMI) - J + Cartouche + Disk Writer
- Pachinko Grand Prix (18 novembre 1988, Data East) - J
- Panic Space (19 octobre 1990, Tokuma Shoten) - J
- Pinball (30 mai 1989, Nintendo) - Cartouche + Disk Writer
- Pro Golfer Saru: Kage no Tournament (25 mai 1987, Bandai) - J
- Pro Yakyū Family Stadium '89 Kaimakuhen (28 juillet 1989, Namco) - J
- Pulsar no Hikari: Space Wars Simulation (2 octobre 1987, Soft Pro International) - J
- Puroresu: Famicom Wrestling Association (21 octobre 1986, Nintendo) - Cartouche  (= Pro Wrestling)
- Putt Putt Golf (30 mars 1989, Pack-In-Video) - J
- Puyo Puyo (25 octobre 1991, Tokuma Shoten) - J + Cartouche
- Puzzle Boys (16 novembre 1990, Atlus) - J + Disk Writer

## R
- Radical Bomber!! Jirai Kun (29 juillet 1988, Jaleco) - J
- Raijin (Squaresoft, 12 juillet 1988) - J + Disk Writer
- Reflect World (2 juin 1987, East Cube) - J
- Relics: Ankoku Yōsai (10 avril 1987, Bottom Up) - J
- Replicart (26 février 1988, Taito) - J
- Risa no Yōsei Densetsu: Risa Tachibana (21 juin 1988, Konami) - J
- Roger Rabbit (16 février 1989, Kemco) - Cartouche (= The Bugs Bunny Crazy Castle)

## S
- Sailor Fuku Bishōjo Zukan Vol.1 (1989, Mimi) - Non licencié
- Sailor Fuku Bishōjo Zukan Vol.2 (1989, Mimi) - Non licencié
- Sailor Fuku Bishōjo Zukan Vol.3 (1989, Mimi) - Non licencié
- Sailor Fuku Bishōjo Zukan Vol.4 (1989, Mimi) - Non licencié
- Sailor Fuku Bishōjo Zukan Vol.5 (1989, Mimi) - Non licencié
- Sailor Fuku Bishōjo Zukan Vol.6 (1989, Mimi) - Non licencié
- Solomon no Kagi - (25 janvier 1991, Tecmo) - J + Disk Writer
- Samurai Sword (15 novembre 1988, Capcom) - J
- Santa Claus no Takarabako (4 décembre 1987, Data East) - J
- SD Gundam World: Gachapon Senshi - Scramble Wars (20 janvier 1988, Bandai) - J + Disk Writer
- SD Gundam World: Gachapon Senshi - Scramble Wars Map Collection (3 mars 1989, Bandai) - J + Disk Writer
- Section Z (25 mai 1987, Capcom) - Cartouche
- Seiken: Psycho Calibur (19 mai 1987, Imagineer) - J
- Shin Onigashima (1re partie) (4 septembre 1987, Nintendo) - J
- Shin Onigashima (2de partie) (30 septembre 1987, Nintendo) - J
- Shinjuku Chūō Kōen Satsujin Jiken (24 avril 1987, Data East) - J
- Smash Ping Pong (30 mai 1987, Nintendo) - J
- Soccer (21 février 1986, Nintendo) - Cartouche
- Solomon no Kagi (25 janvier 1991, Tecmo) - Cartouche
- Suishō no Dragon (15 décembre 1986, Square) - J
- Super Boy Allan (27 mars 1987, Sunsoft) - J
- Super Lode Runner (5 mars 1987, Irem) - J
- Super Lode Runner II (25 août 1987, Irem) - J + Disk Writer
- Super Mario Bros. (21 février 1986, Nintendo) - Cartouche
- Super Mario Bros. 2 (3 juin 1986, Nintendo) - J - resorti sur Super Nintendo dans le jeu Super Mario All-Stars sous le nom Super Mario Bros.: The Lost Levels
- Sword of Kalin (2 octobre 1987, XTALSOFT) - J
- Sylvania (10 août 1988, Pack-In-Video) - J

## T
- Tama & Friends: 3 Chōme Dai Bōken (23 février 1989, Bandai) - J
- Tanigawa Kōji no Shōgi Shinan II (10 août 1988, Pony Canyon) - J
- Tantei Jingūji Saburo: Kiken na Futari (1re partie) (9 décembre 1988, Data East) - J
- Tantei Jingūji Saburo: Kiken na Futari (2de partie) (10 février 1989, Data East) - J
- Tarot (23 décembre 1988, Scorpion Soft) - J
- Tennis (21 février 1986, Nintendo) - Cartouche
- Time Twist: Rekishi no Katasumi de... (26 juillet 1991, Nintendo) - J - Jeu en 2 parties. Ce fut le dernier jeu sur Famicom Disk System vendu en boîte dans les magasins.
- Titanic Mystery (24 juillet 1987, Gakken) - J
- Tobidase Daisakusen (12 mars 1987, Square) - Cartouche (=3-D Worldrunner)
- Transformers: The Headmasters (28 août 1987, Takara) - J
- TwinBee (11 mars 1988, Konami) - J + Cartouche + Disk Writer

## U
- Ultraman: Kaijū Teikoku no Gyakushū (29 janvier 1987, Bandai) - J
- Ultraman 2: Shutsugeki Katoku Tai (18 décembre 1987, Bandai) - J
- Ultraman Club: Chikyū Dakkan Sakusen (22 octobre 1988, Bandai) - J

## V
- Volleyball (21 juillet 1986, Nintendo) - Cartouche
- Vs. Excitebike (9 décembre 1988, Nintendo) - J

## W
- Wardner no Mori (25 mars 1988, Taito) - J - Portage du jeu d'arcade de Toaplan
- Winter Games (27 mars 1987, Pony Canyon)
- Wrecking Crew (3 février 1989, Nintendo) - Cartouche + Disk Writer - Cette version possède des fonctions de sauvegarde (ce qui était déjà inclus dans la version cartouche mais ne fonctionnait pas)

## X
- Xevious (18 mai 1990, Namco) - Cartouche + Disk Writer

## Y
- Yōkai Yashiki (23 octobre 1987, Irem) - J
- Yume Kōjō: Doki Doki Panic (10 juillet 1987, Fuji Television) - J - Super Mario Bros. 2 est une adaptation de ce jeu
- Yū Maze (28 octobre 1988, Taito) - J
- Yūshi no Monshō (30 mai 1987, Humming Bird Soft) - J
- Yūyūki (1re partie) (14 octobre 1989, Nintendo) - J
- Yūyūki (2de partie) (14 novembre 1989, Nintendo) - J

## Z
- Zanac (28 novembre 1986, Pony Canyon) - Cartouche
- Zatsugaku Olympic Part II (Phoenix) - Non licencié
- Zelda no Densetsu: The Hyrule Fantasy (21 février 1986, Nintendo) - Cartouche (= The Legend of Zelda)

- Haut – A
- B
- C
- D
- E
- F
- G
- H
- I
- J
- K
- L
- M
- N
- O
- P
- Q
- R
- S
- T
- U
- V
- W
- X
- Y
- Z